# Гихарро, Ана
А́на Гиха́рро Малаго́н (исп. Ana Guijarro Malagón; род. 28.6.1955, Мадрид) — испанская пианистка и музыкальный педагог.

## Биография
Окончила Мадридскую консерваторию (1977), ученица Антонио Лукаса Морено и Кармен Диес Мартин. Затем в течение двух лет совершенствовала своё мастерство в Риме у Гвидо Агости и в Париже у Мариана Рыбицкого, значительное влияние на Гуихарро оказало также знакомство с Магдой Тальяферро.
В 1991 г. дебютировала в лондонском Вигмор-холле, в дальнейшем гастролировала в США и Канаде. Записала собрание фортепианных сочинений Мануэля Кастильо, приняла участие в коллективном проекте испанских пианистов по записи всех фортепианных сонат Людвига ван Бетховена.
С 1983 г. преподавала в Аликанте и Севилье, с 1997 г. в Мадридской консерватории. В 2012—2013 гг. и вновь с 2014 г. её директор.